# Österbor en Österänge
Österbor en Österänge (Zweeds: Österbor och Österänge) is een småort in de gemeente Sandviken in het landschap Gästrikland en de provincie Gävleborgs län in Zweden. De plaats heeft 99 inwoners (2005) en een oppervlakte van 59 hectare. Het småort bestaat uit twee plaatsen: Österbor en Österänge.